# Tram van Dresden

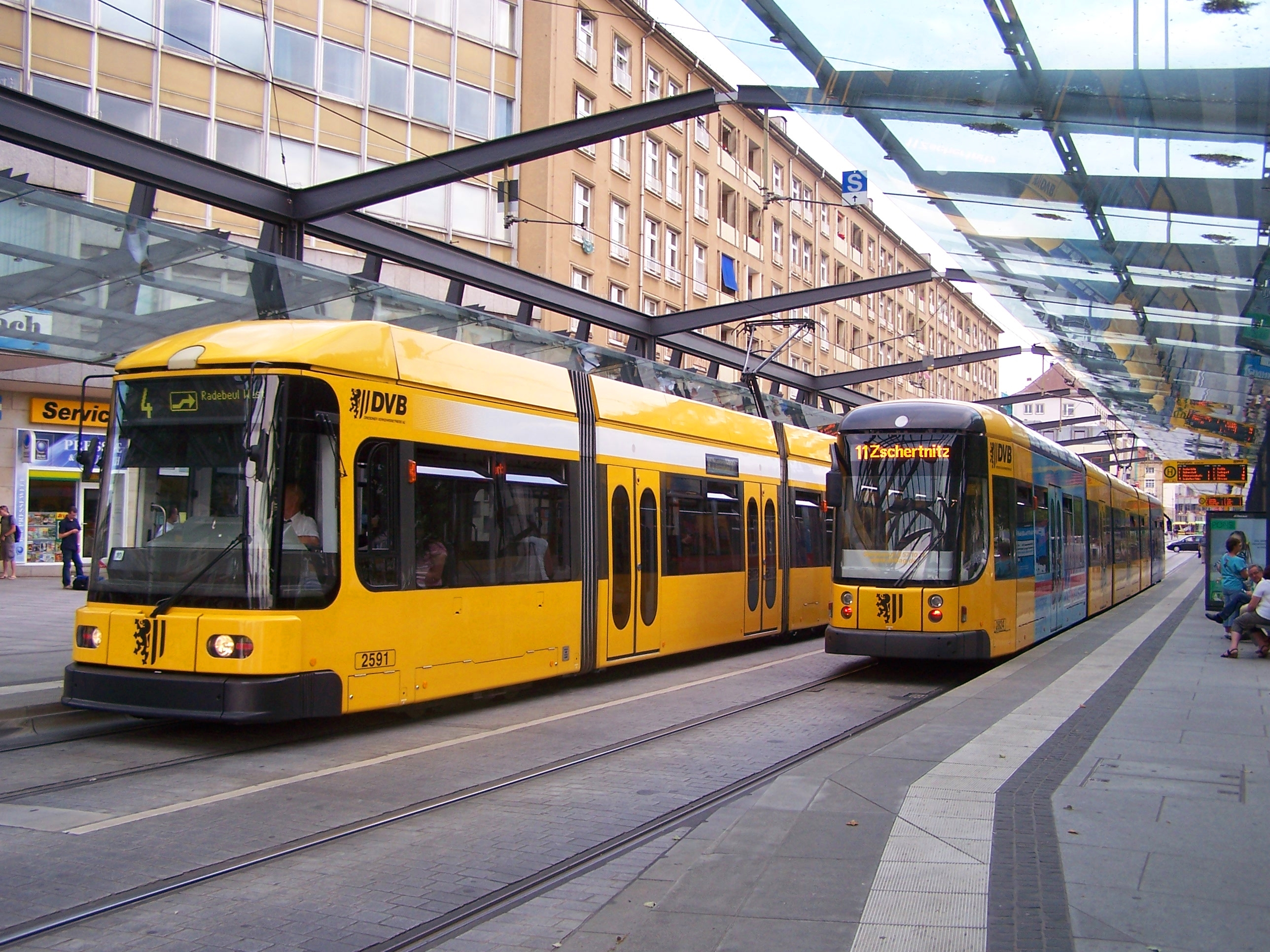
Twee tramtypen aan de halte Postplatz.

De tram van Dresden vormt samen met de S-Bahn van Dresden de ruggengraat van het openbaar vervoer van de Duitse stad Dresden. Het net met een lengte van 134,4 kilometer wordt door het Dresdner Verkehrsbetrieben (DVB) geëxploiteerd. Vervoer ging in 1872 met paardentrams van start; de eerste elektrische trams reden al in 1893. Vanaf de jaren 1990 is het trambedrijf op grote schaal gemoderniseerd.

## Netwerk
Het totale reguliere netwerk bestaat uit (in 2023) 12 tramlijnen. Dit zijn de 1-4 en de 6-13. Sommige van deze lijnen hebben korttrajectdiensten. Daarnaast is er de evenementenlijn nummer 20. Het is een van de grootste netten van Duitsland. Centraal overstappunt is niet het station maar het plein met de naam Postplatz.

## Materieel
In Dresden is het gebruikelijk elk nieuw tramtype een combinatie van letters en cijfers te geven; de stand is van begin 2024.

### Huidig
- NGT6DD Van 1995 tot 1998 werden door Deutsche Waggonbau AG (DWA Bautzen) 60 lagevloertrams van dit type gebouwd. Ze hebben zes assen, hiervan zijn er 47 als eenrichtingsvoertuig en 13 als tweerichtingsvoertuig geleverd. Zes stuks zijn buiten dienst gesteld.
- NGT8DD In 2000 en 2001 werden door Bombardier (te Bautzen) 23 lagevloertrams van dit type - dat gebaseerd is op de NGT6DD - gebouwd. Ze hebben acht assen en zijn alle als eenrichtingsvoertuig geleverd.
- NGT D12DD Tussen 2003 en 2010 werden door Bombardier (te Bautzen) 43 lagevloertrams van dit type - de eerste D staat voor Drehgestell, dus draaistel - gebouwd. Ze hebben twaalfs assen en zijn alle als eenrichtingsvoertuig geleverd.
- NGT D8DD Tussen 2006 en 2009 werden door Bombardier (te Bautzen) 40 lagevloertrams van dit type - de eerste D staat voor Drehgestell, dus draaistel - gebouwd. Ze hebben acht assen en zijn alle als eenrichtingsvoertuig geleverd.
- NGT DXDD Tussen 2021 en 2024 worden door Alstom (te Bautzen) 33 lagevloertrams van dit type - de eerste D staat voor Drehgestell, dus draaistel - gebouwd. Ze hebben tien assen, hiervan worden er 24 als eenrichtingsvoertuig en 9 als tweerichtingsvoertuig geleverd.

### Historisch
- T4/B4 Tussen 1967 en 1984 werden door Tatra in totaal 572 motorwagens en 250 bijwagens van dit type geleverd.[2] De laatste exemplaren zijn in 2023 uit dienst gegaan.[3]